# سرپانگ
سرپانگ (به لاتین: Sarpang) یک شهر در کشور بوتان است که در ناحیهٔ سرپانگ واقع شده‌است. سرپانگ ۱۰٬۴۱۶ نفر جمعیت دارد و ۳۶۹ متر بالاتر از سطح دریا واقع شده‌است.